# پیچیده‌قارچان
پیچیده‌قارچان(نام علمی: Streptomycetaceae) نام یک تیره از حوزه باکتری است.